# Новая Гусевица
Новая Гусевица (бел. Новая Гусявіца) — деревня в Гусевицком сельсовете Буда-Кошелёвского района Гомельской области Белоруссии. Административный центр Гусевицкого сельсовета.

## География

### Расположение
В 25 км на юго-восток от Буда-Кошелёво, 11 км от железнодорожной станции Уза (на линии Жлобин — Гомель), 30 км от Гомеля.

### Гидрография
На востоке и севере мелиоративные каналы.

## Транспортная сеть
Автомобильная дорога Кривск — Уваровичи. Планировка состоит из чуть изогнутой улицы, ориентированной с юго-запада на северо-восток, к которой с присоединяются две криволинейные улицы с переулками. Застройка двусторонняя, преимущественно деревянными домами усадебного типа.

## История
По письменным источникам известна с начала XIX века, когда деревня Гусевица разделилась на две: Старая Гусевица и Новая Гусевица, в Руденецкой волости Белицкого уезда Могилёвской губернии. По ревизским материалам 1859 года во владении графини А. М. Мелиной. По переписи 1897 года находились: школа грамоты, хлебозапасный магазин, 2 ветряные мельницы, трактир. Более половины хозяйств занимались изготовлением подвод, телег, саней. В 1909 году 1338 десятин земли, школа, мельница.
С 8 декабря 1926 года по 30 декабря 1927 года центр Гусевицкого сельсовета Уваровичского района Гомельского округа. В 1930 году организован колхоз «Свободная работа» действовали ветряная мельница, деревообрабатывающая мастерская и кузница.
Во время Великой Отечественной войны в боях за деревню в ноябре 1943 года погибли 12 советских солдат (похоронены в братской могиле на кладбище). На фронтах и в партизанской борьбе погибли 189 жителей в память о которых в 1971 году в центре деревни установлен обелиск.
В 1959 году в составе колхоза имени В. И. Ленина (центр — деревня Старая Гусевица). Лесопилка, мельница, швейная мастерская, базовая школа, Дом культуры, библиотека, фельдшерско-акушерский пункт, отделение связи, столовая, магазин.

## Население

### Численность
- 2018 год — 471 житель.

### Динамика
- 1897 год — 114 дворов, 795 жителей (согласно переписи).
- 1909 год — 817 жителей.
- 1959 год — 564 жителя (согласно переписи).
- 2004 год — 215 хозяйств, 623 жителя.

## Известные уроженцы
- Кобрусев, Аркадий Тарасович (род. 24 июля 1937 года) — Герой Социалистического Труда (1988). Член Совета Республики Национального собрания Республики Беларусь.